# Pterostemma benzingii
Pterostemma benzingii är en orkidéart som först beskrevs av Dodson, och fick sitt nu gällande namn av Mark W. Chase och Norris Hagan Williams. Pterostemma benzingii ingår i släktet Pterostemma och familjen orkidéer.
Artens utbredningsområde är Ecuador. Inga underarter finns listade i Catalogue of Life.